# Detector de tensió

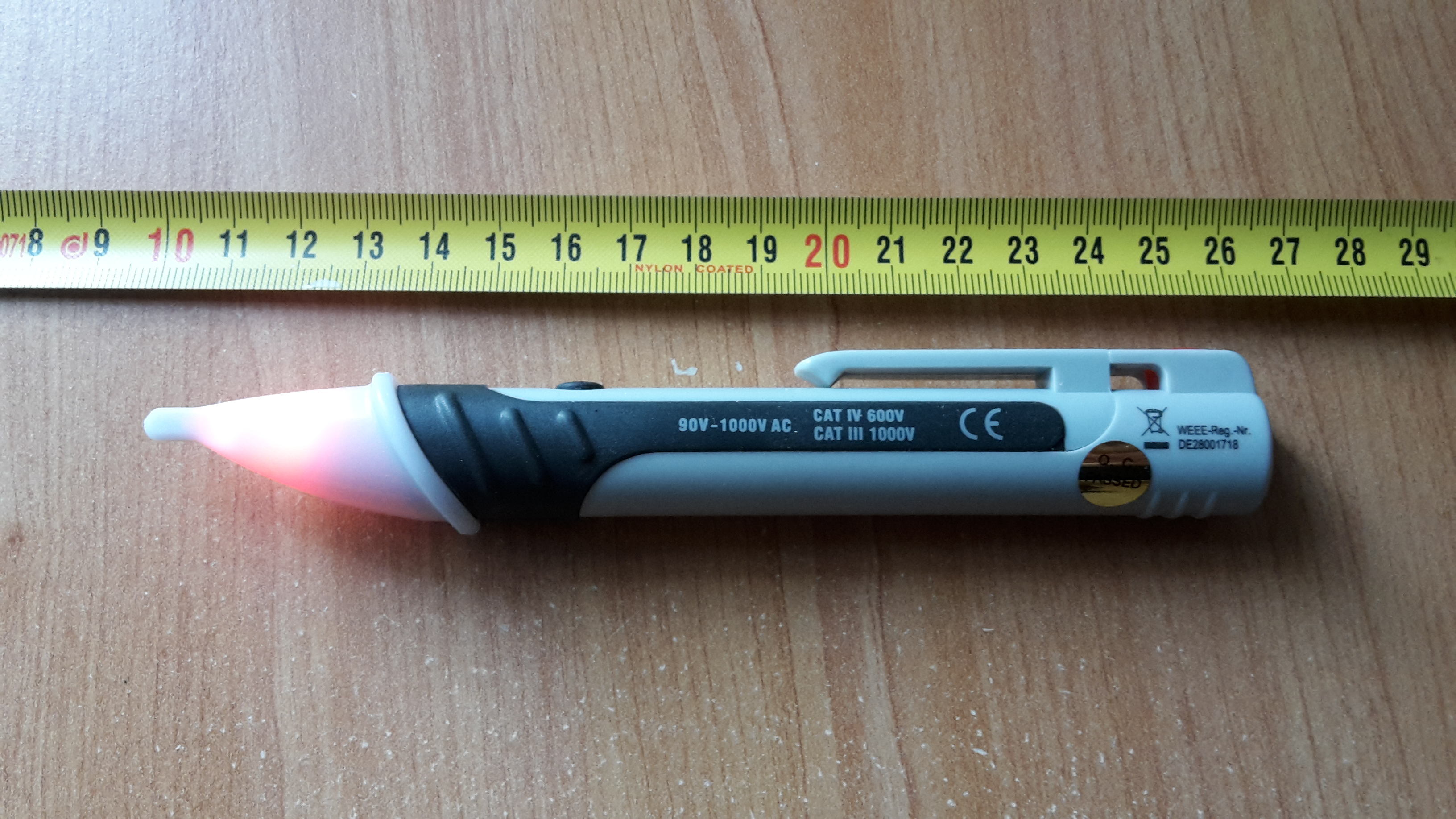
Làmpada de prova de neó per tensions de xarxa elèctrica

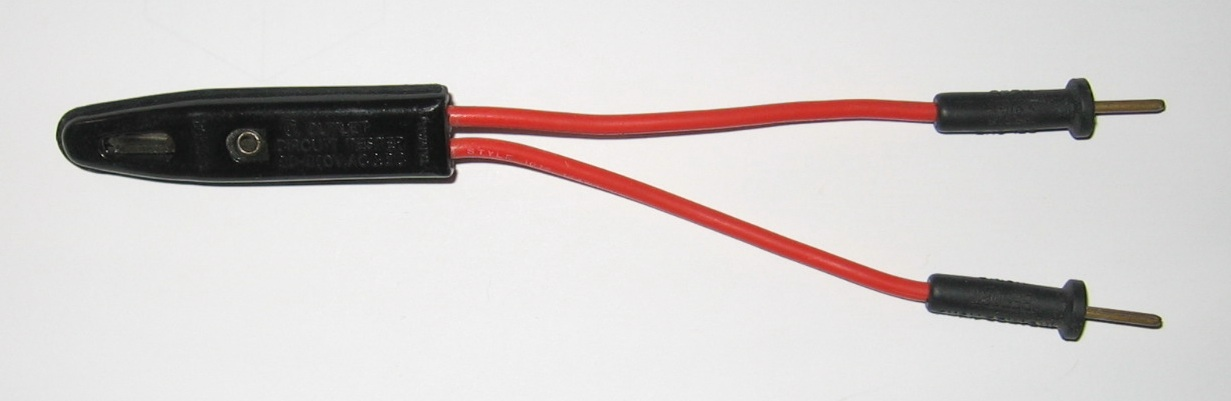
Làmpada de prova de neó per tensions de xarxa elèctrica

Un detector de tensió o làmpada de prova, és un aparell de prova electrònic que s'utilitza per determinar la presència d'electricitat en un equip que s'està provant. Els detectors de tensió són eines essencials per a la seguretat elèctrica, utilitzades per determinar la presència o absència de tensió elèctrica en un circuit. Hi ha diversos tipus de detectors, cadascun amb les seves característiques i aplicacions específiques. Aquest article explora tres tipus comuns de detectors de tensió: el detector capacitiu sense contactes, el detector de neó d'un sol contacte i el detector de tensió de dos contactes.
Una làmpada de prova és més senzilla i menys costosa que un instrument de mesura com un multímetre, i sovint és suficient per comprovar la presència de tensió en un conductor. Els detectors dissenyats correctament inclouen funcions per protegir l'usuari de descàrregues elèctriques accidentals. Els detectors sense contacte poden detectar tensió en conductors aïllats.

## Detector sense contactes

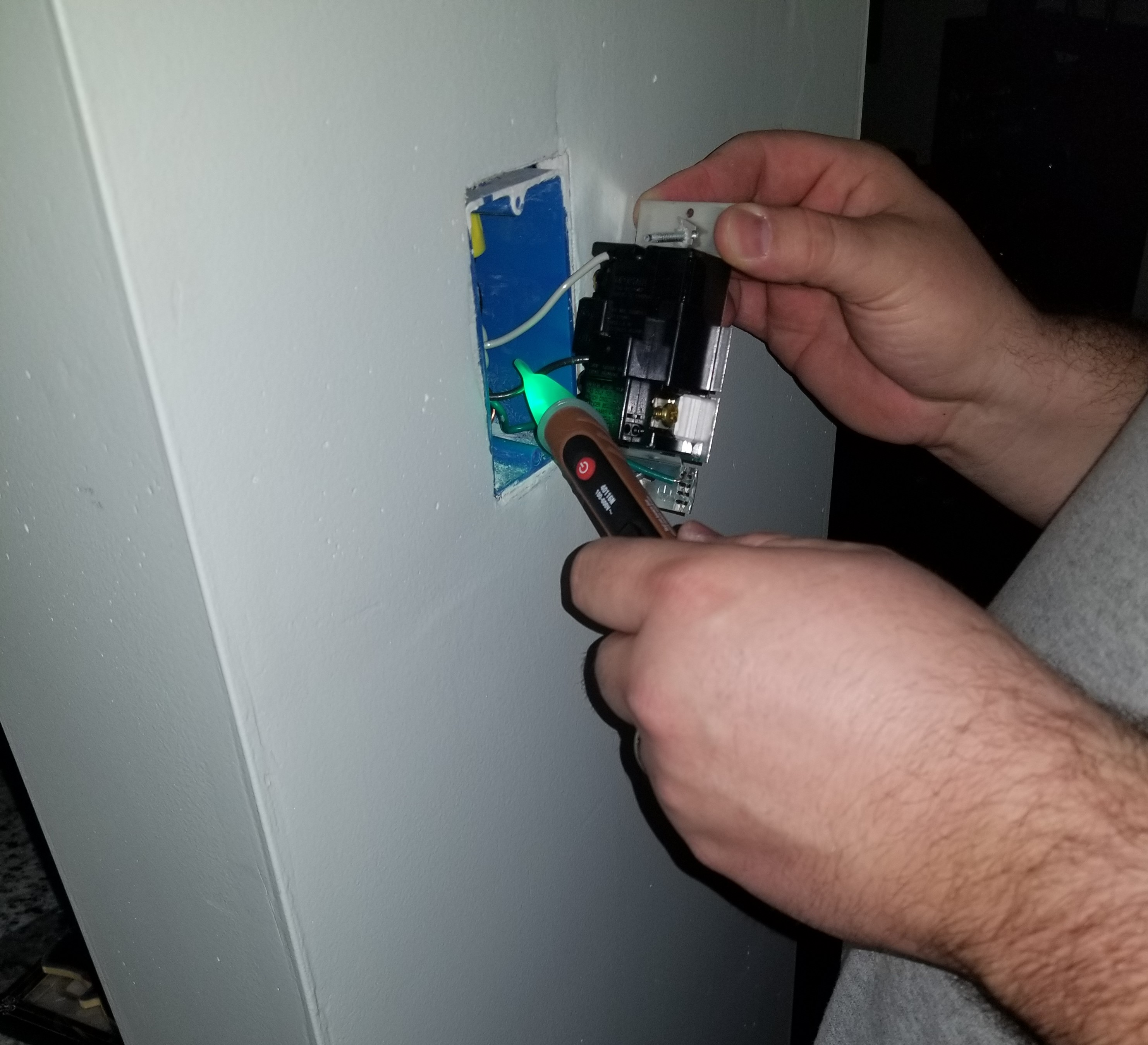
Detector de tensió CA sense contacte

Els detectors de tensió sense contactes (anomenats informalment bolígrafs de prova elèctrics) només es basen en el corrent capacitiu i detecten essencialment el camp elèctric canviant al voltant dels objectes alimentats amb CA. Això significa que no cal cap contacte metàl·lic directe amb el circuit. L'usuari ha de tocar la part superior del mànec per proporcionar una referència de terra (a través de la capacitat dispersa a terra), moment en què el LED indicador s'il·luminarà o un altaveu sonarà, si el conductor que s'està provant està viu. L'energia addicional per encendre la làmpada i alimentar l'amplificador és subministrada per una petita bateria interna i no flueix pel cos de l'usuari.
Quan el dispositiu es col·loca a prop d'un conductor viu, s'estableix un divisor de tensió capacitiu, que inclou la capacitat paràsita entre el conductor i el sensor, i entre el sensor a terra (a través del cos de l'usuari). Quan el comprovador detecta corrent que flueix per aquest divisor, indica la presència de tensió.
Alguns comprovadors amplificats donaran una indicació més forta (llum més brillant o brunzit més fort) per mesurar la força relativa del camp detectat, donant així algunes pistes sobre la ubicació d'un objecte energitzat. Altres comprovadors donen només una simple indicació d'encesa/apagada d'un camp elèctric detectat. Els comprovadors de grau professional també tindran una funció per assegurar a l'usuari que la bateria i el llum funcionen
Els bolígrafs detectors de tensió estan fets per a rangs de voltatge de línia o de voltatge inferior (al voltant de 50 volts). És possible que un comprovador destinat a la detecció de la tensió de la xarxa no proporcioni cap indicació sobre els circuits de control de baixa tensió, com els que s'utilitzen per als timbres o el control HVAC.
A diferència dels amperímetres de pinces que detecten els camps magnètics canviants, aquests detectors es poden utilitzar fins i tot si no circula cap corrent pel cable en qüestió, perquè detecten el camp elèctric altern que irradia des de la tensió CA del conductor.
Un comprovador sense contacte que detecta camps elèctrics no pot detectar voltatge dins de cables blindats o blindats (una limitació fonamental a causa de l'efecte gàbia de Faraday ). Una altra limitació és que la tensió de CC no es pot detectar amb aquest mètode, ja que el corrent de CC no passa pels condensadors (en estat estacionari ), de manera que el comprovador no està activat.
Aquest tipus de comprovadors es poden utilitzar en cadenes de mini llums de Nadal connectades en sèrie per detectar quina bombeta ha fallat i ha trencat el circuit, fent que el conjunt (o una secció d'aquest) no s'encengui. Apuntant l'extrem del detector a la punta de cada bombeta, es pot determinar si encara està connectat almenys per un costat. La primera bombeta que no es registra és probablement la que acaba de passar la bombeta problemàtica. (Les bombetes cremades seguiran mostrant-se com a bones, si hi ha una derivació de derivació que completa el circuit.) Girar l'endoll del conjunt i tornar-lo a inserir a la presa de corrent farà que l'extrem oposat del conjunt o circuit es registri..

## Detector de neó d'un sol contacte

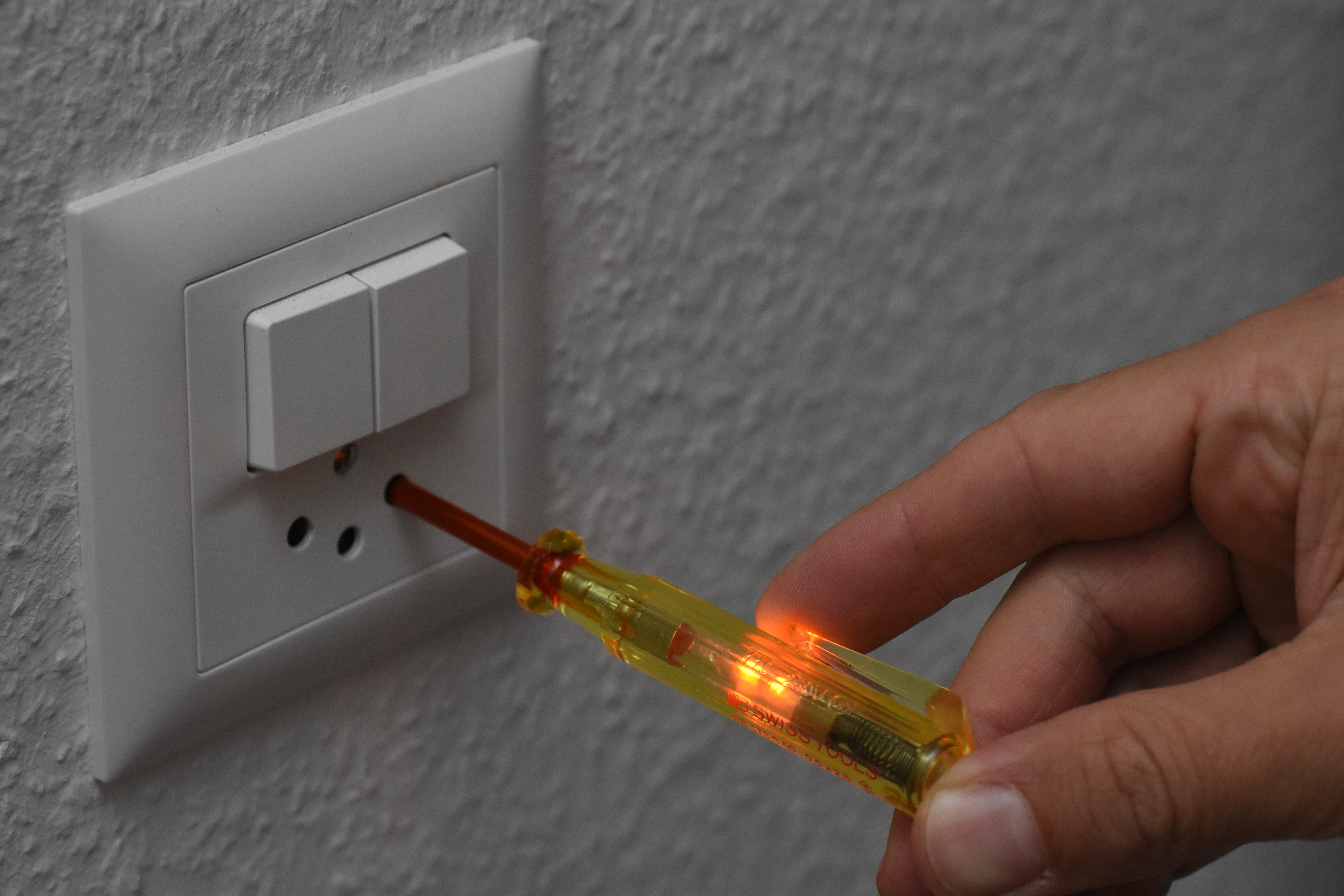
Tester tipus llum de neó, que no té amplificador; aquest tipus requereix un contacte metàl·lic directe amb el circuit a provar.

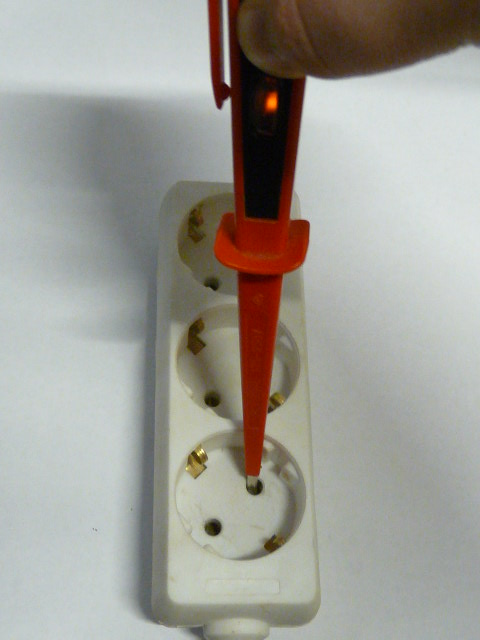
Llum de prova de tornavís de neó en ús. El corrent flueix a través d'una resistència d'alt ohm i la làmpada i la capacitat i la resistència distribuïdes del cos de l'usuari.

Un tipus de làmpada de prova de baix cost només necessita el contacte amb un costat del circuit que s'està provant i es basa en la capacitat periòdica i el corrent que passa pel cos de l'usuari per completar el circuit. El dispositiu pot tenir la forma d'un tornavís. La punta del comprovador es toca amb el conductor que s'està provant (per exemple, es pot utilitzar en un cable d'un interruptor o inserit en un forat d'una presa elèctrica ). Una làmpada de neó pren molt poca corrent a la llum i, per tant, pot utilitzar la capacitat del cos de l'usuari a terra per completar el circuit.
Les làmpades de prova de tipus tornavís són molt econòmiques, però no poden complir els requisits de construcció del UK GS 38. Si l'eix està exposat, hi ha un perill de xoc per a l'usuari i la construcció interna del comprovador no ofereix cap protecció contra errors de curtcircuit. El fracàs de la xarxa de la sèrie de resistències i làmpades pot posar l'usuari en contacte metàl·lic directe amb el circuit a prova. Per exemple, l'aigua atrapada a l'interior del tornavís pot permetre que el corrent de fuita suficient per xocar l'usuari. Fins i tot si un curtcircuit intern no electrocuta l'usuari, la descàrrega elèctrica resultant pot provocar una caiguda o altres lesions. El llum no proporciona cap indicació per sota de la tensió d'encesa del llum de neó i, per tant, no pot detectar determinades condicions de fuites perilloses. Com que es basa en la capacitat per completar el circuit, el potencial de corrent continu no es pot indicar de manera fiable. Si l'usuari del tornavís està aïllat de terra i s'acobla capacitivament a altres cables actius propers, es pot produir un fals negatiu quan es prova un circuit viu i un fals positiu quan es prova un circuit mort. També es poden produir falsos negatius en zones molt il·luminades que fan que el neó brilli difícil de veure.

## Detector de tensió de dos contactes

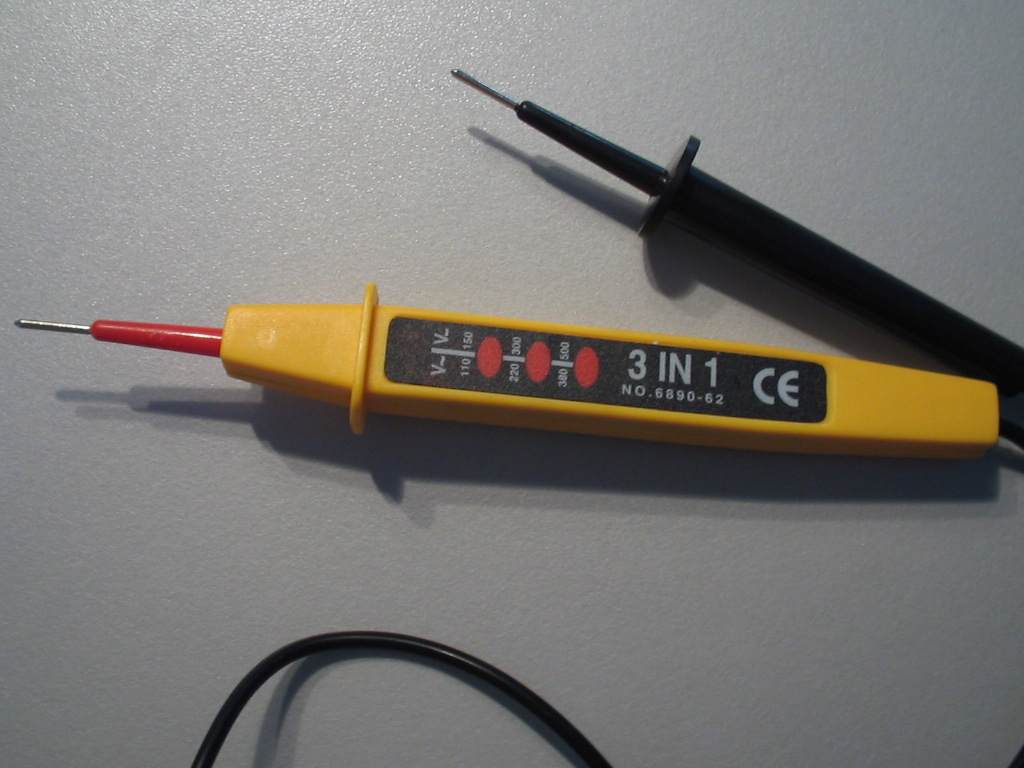
Un tester de tensió amb tres llums per donar una indicació aproximada de la magnitud de la tensió

La làmpada de prova és una làmpada elèctrica connectada amb un o dos cables aïllats. Sovint, pren la forma d'un tornavís amb la làmpada connectada entre la punta del tornavís i un sol cable que sobresurt per la part posterior del tornavís. Connectant el cable volador a una referència de terra (terra) i tocant la punta del tornavís a diversos punts del circuit, es pot determinar la presència o l'absència de tensió en cada punt, permetent detectar fallades simples i localitzar-los fins a la seva causa. Per a tensions més altes, es pot utilitzar un estatiscopi que consisteix en un tub de llum de neó muntat en un mànec aïllant llarg per detectar tensions de CA de 2000 volts o més..
Per a treballs de baixa tensió (per exemple, en automòbils ), la làmpada utilitzada sol ser una bombeta incandescent petita de baixa tensió. Aquestes làmpades solen estar dissenyades per funcionar amb aproximadament 12 V; L'aplicació d'una làmpada de prova d'automòbil a la tensió de la xarxa destruirà la làmpada i pot provocar una fallada de curtcircuit al comprovador.
Per a detecció de tensió de línia (xarxa elèctrica), el llum sol ser un petit llum de neó connectat en sèrie amb una resistència de llast adequada. Aquestes làmpades sovint poden funcionar amb una àmplia gamma de voltatges des de 90 V fins a diversos centenars de volts. En alguns casos, s'utilitzen diverses làmpades separades amb divisors de tensió resistius disposats per permetre que encenin làmpades addicionals a mesura que augmenta la tensió aplicada. Les làmpades es munten en ordre des de la tensió més baixa a la més alta, aquest gràfic de barres mínim proporciona una indicació bruta de la tensió.
Les bombetes incandescents també es poden utilitzar en algunes reparacions d'equips electrònics, i un tècnic format normalment pot indicar la tensió aproximada utilitzant la brillantor com a indicador brut.

## Seguretat

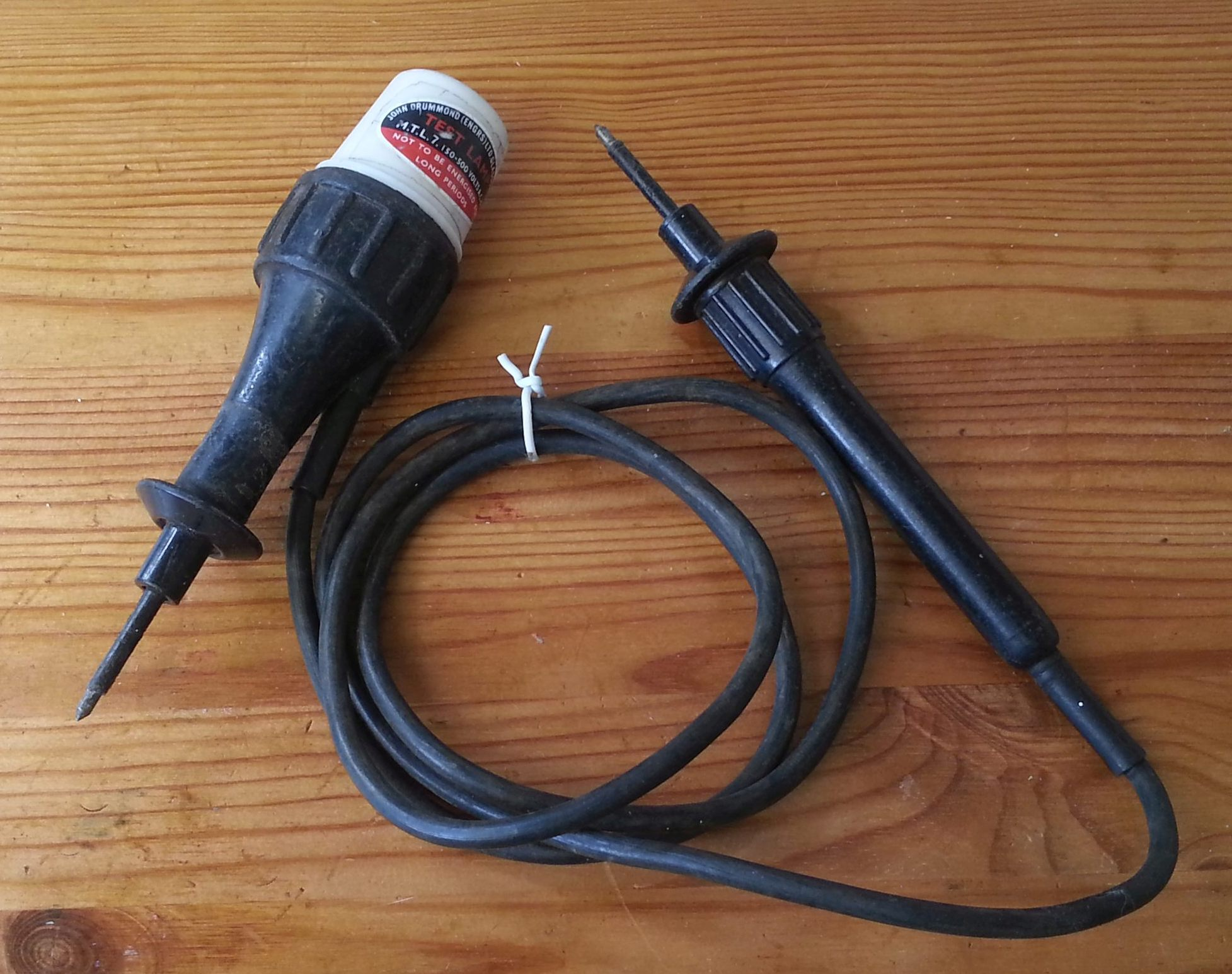
Làmpada de prova compatible amb el Regne Unit GS38, amb puntes de prova fusionades per separat i resistència limitadora de corrent, apta per utilitzar fins a 1000 V

Una làmpada de prova de mà necessàriament posa l'usuari a prop dels circuits en viu. El contacte accidental amb el cablejat pot provocar un curtcircuit o una descàrrega elèctrica. És possible que les làmpades de prova barates o fetes a casa no incloguin una protecció suficient contra fallades d'alta energia. És habitual connectar una làmpada de prova a un circuit en viu conegut abans i després de provar un circuit desconegut, per comprovar si la làmpada de prova mateixa no ha fallat.
Al Regne Unit, les directrius establertes pel Health and Safety Executive (HSE) ofereixen recomanacions per a la construcció i l'ús de làmpades de prova. Les sondes han d'estar ben aïllades, amb una exposició mínima dels terminals actius, amb protectors de dits per evitar el contacte accidental i no han d'exposar els cables actius si la bombeta de vidre de la làmpada de prova està trencada. Per limitar l'energia subministrada en cas de curtcircuit, els detectors han de tenir un fusible limitador de corrent o una resistència i un fusible limitadors de corrent. Les directrius HSE també recomanen procediments per validar el funcionament de la làmpada de prova. Quan no es disposa d'un circuit en viu conegut, s'utilitza una unitat de prova independent que proporciona una tensió de prova coneguda i una potència suficient per il·luminar la làmpada per confirmar el funcionament de la làmpada abans i després de provar un circuit.
Com que l'energia per fer funcionar la làmpada de prova s'extreu del circuit que s'està provant, és possible que algunes tensions de fuga d'alta impedància no es puguin detectar amb aquest tipus d'equips de prova no amplificats.

## Comprovador de preses de corrent

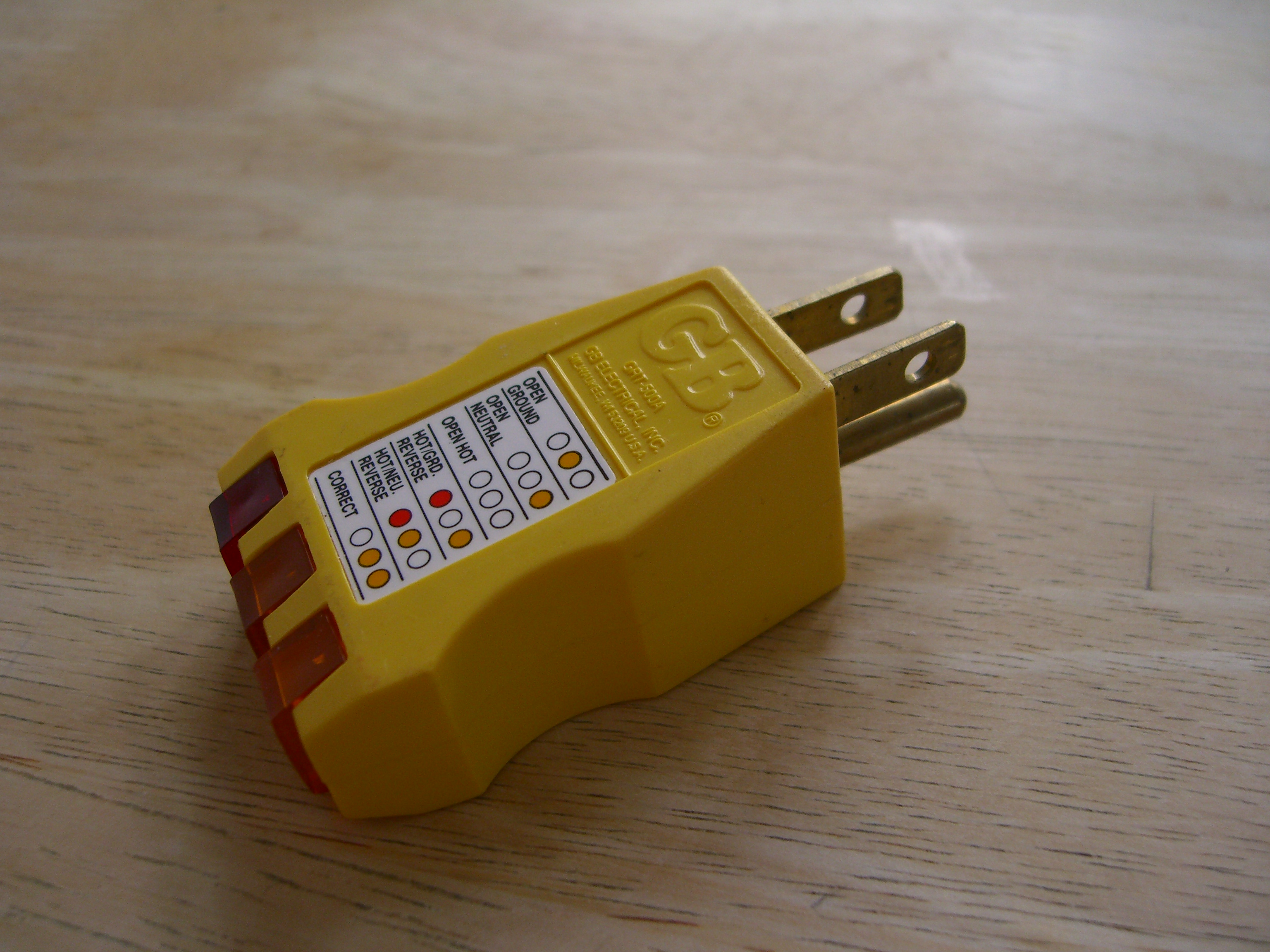
Comprovador d'endolls d'Amèrica del Nord

Un comprovador de preses de corrent o comprovador d'endolls, és una eina útil per verificar si una presa de corrent està correctament cablejada i per detectar possibles errors en la connexió elèctrica. Funciona quan s'introdueix en una presa de corrent i utilitza llums LED per indicar si la connexió és correcta o si hi ha algun problema, com ara una incorrecta connexió fase/neutre o una mala connexió a terra.
Es connecta a una presa de corrent i pot detectar alguns tipus d'errors de cablejat. L'error particular en el cablejat es mostra amb diverses combinacions de tres llums. Els errors detectables inclouen la inversió de fase/neutre, la manca de terra elèctric o neutre i la presència de corrent. Tanmateix, el corrent de fuga a través dels varistors d'òxid metàl·lic de protecció contra sobretensions connectats entre el neutre i la terra d'una regleta pot donar una indicació falsa de l'existència de la connexió a terra.

## Comprovador de continuïtat
Es pot utilitzar una làmpada i una bateria per provar el tancament del contacte o la continuïtat del cable. S'ha de tenir cura de garantir que tots els circuits estiguin completament sense tensió abans d'utilitzar una làmpada de prova de continuïtat, o la làmpada es destruirà. De vegades, una llanterna (torxa) es modifica al camp o es fabriquen en fàbrica amb cables de prova, per permetre que la llanterna s'utilitzi com a comprovador de continuïtat.